# Ernst Schmidt (Thermodynamiker)
Ernst Heinrich Wilhelm Schmidt (* 11. Februar 1892 in Vögelsen bei Lüneburg; † 22. Januar 1975 in München) war ein deutscher Thermodynamiker und Hochschullehrer.

## Leben
Der Sohn eines Hofbesitzers absolvierte 1910 das Abitur am Johanneum Lüneburg. Er studierte an den Technischen Hochschulen Dresden und München zunächst Bauingenieurwesen, bevor er zum Studium der Elektrotechnik wechselte. Er wurde Mitglied der Studentenverbindung Verein Deutscher Studenten (VDSt) in Dresden und München sowie in Danzig. In den Jahren 1911/12 leistete er Militärdienst und nahm von 1914 bis 1918 am Ersten Weltkrieg teil. Im Jahre 1919 beendete er das Studium mit dem Diplom-Ingenieur für Elektrotechnik in München. Er wurde 1920 in München zum Dr.-Ing. promoviert und arbeitete anschließend unter Oskar Knoblauch als Assistent im Laboratorium für Angewandte Physik der Technischen Hochschule München. In den Jahren 1922–1925 war er in der Industrie tätig. Er habilitierte sich 1925 an der TH München. Im Oktober 1925 wurde er ordentlicher Professor für Wärmelehre an der Technischen Hochschule Danzig und Direktor des dortigen Technischen Laboratoriums. Er unterzeichnete im November 1933 das Bekenntnis der Professoren an den deutschen Universitäten und Hochschulen zu Adolf Hitler. Ernst Schmidt wurde 1934 Fördermitglied der NSDAP. Hermann Göring ernannte Ernst Schmidt 1943 zum „Bevollmächtigten für Strahlvortrieb“. Im Rahmen dieser Funktion etablierte Ernst Schmidt das größte deutsche Forschungsnetzwerk für die Entwicklung von Feststoffraketentechnik.

### Tätigkeit in Braunschweig
In den Jahren 1937–1945 war er Professor an der Technischen Hochschule Braunschweig und Leiter des „Instituts für Motorenforschung“ der Deutschen Forschungsanstalt für Luftfahrt in Braunschweig-Völkenrode. Von 1945 bis 1952 hatte er den Lehrstuhl für Wärmelehre an der TH Braunschweig inne. Seit 1944 war er Mitglied der Braunschweigischen Wissenschaftlichen Gesellschaft.

### Erneute Tätigkeit in München
In den Jahren 1952–1961 war Schmidt als Nachfolger Wilhelm Nußelts ordentlicher Professor für Thermodynamik an der TH München, deren Rektor er von 1956 bis 1958 war. Sein Nachfolger auf dem Lehrstuhl und ab 1972 auch als Rektor wurde sein akademischer Schüler Ulrich Grigull.

## Werk
Schmidt erfand unter anderem die Alfol-Isolierung (Aluminiumfolie) und im Jahre 1921 den Wärmeflussmesser. Nach ihm ist die Schmidt-Zahl (Sc) benannt. Sie gibt das Verhältnis von konvektivem zu diffusivem Stofftransport an. Er hat sich außerdem ausführlich mit der Thermodynamik von Raketenmotoren beschäftigt. In seinem Standardwerk gibt es das Kapitel XV. „Thermodynamik des Raketenantriebes“ mit vielen Zahlenangaben, auch zu flüssigen und festen Treibstoffen.
- Einführung in die technische Thermodynamik und in die Grundlagen der chemischen Thermodynamik, Berlin 1936 (10. Auflage 1963)
- VDI-Wasserdampftafeln seit 1950 (7. Auflage 1968)

## Auszeichnungen
1956 wurde Schmidt mit der Grashof-Denkmünze des Vereins Deutscher Ingenieure (VDI), dem er als Mitglied angehörte, ausgezeichnet. 1958 wurde er zum ordentlichen Mitglied der Bayerischen Akademie der Wissenschaften gewählt. Im selben Jahr verlieh ihm Forschungs-Gesellschaft Verfahrens-Technik e. V. die Arnold-Eucken-Medaille. Im Jahre 1964 erhielt er den Bayerischen Verdienstorden. Er war Träger des Ludwig-Prandtl-Rings und des Max Jakob Memorial Award.